# Lemniscomys striatus
Lemniscomys striatus је врста глодара из породице мишева (Muridae).

## Распрострањење
Ареал врсте Lemniscomys striatus обухвата већи број држава у Африци. 
Врста је присутна у Анголи, Бенину, Буркини Фасо, Бурундију, Гани, Гвинеји Бисао, ДР Конгу, Републици Конго, Етиопији, Замбији, Камеруну, Кенији, Либерији, Малавију, Нигерији, Обали Слоноваче, Руанди, Сијера Леонеу, Судану, Танзанији, Тогу, Уганди и Чаду.

## Станиште
Станишта врсте су шуме, саване и травна вегетација. 
Врста је по висини распрострањена од нивоа мора до 1.700 метара надморске висине.

## Угроженост
Ова врста није угрожена, и наведена је као последња брига јер има широко распрострањење.